# 竹內惠美子
竹內惠美子（日语：／ Takeuchi Emiko，1990年3月27日—）是日本的女性聲優，神奈川縣出身。81 Produce所屬。

## 人物
興趣、特技是探求美味的東西與英語發音。

## 演出作品
※粗體字為主要角色。

### 電視動畫
2013年
- 星光少女 彩虹舞台（客2）
- 旋風管家！Cuties（觀眾）
- Servant x Service（咖啡廳店員）

2014年
- SONIANI -SUPER SONICO THE ANIMATION-（惠美、偶像、女學生B、女孩子A、女孩子、娘、綾香）
- 星光樂園（女孩子、蘇菲親衛隊、女學生、雛、店員、通行人）
- （梅洛喵）
- 偶像學園（採訪者）
- 日常生活中的異能戰鬥（女友）
- 團地友夫（偶像、保羅的女兒）
- 神奇寶貝超級願望（女僕）
- 神奇寶貝超級願望 Season 2 傑可羅拉冒險（女性們）

2015年
- 境界之輪迴（女子B）
- GATE 奇幻自衛隊 在彼方的土地，如斯的戰鬥（廣播、TV工作人員、女性隊員、貴族女性、女僕、女性自衛官）
- 監獄學園（女子C、女子A、櫃台、女子B、女子H）
- 終物語（同學）
- 緋彈的亞莉亞AA（主婦）

2016年
- 宇宙巡警露露子（レディ・アーナーウンス）
- 戰鬥陀螺Burst（藤丸瞬）
- 偶像學園STARS！（同學）
- 制約之絆（街頭廣播）
- 魔奇少年 辛巴達的冒險（少女、席那的表妹）
- D.Gray-man HALLOW（修女）
- 時間旅行少女～真理、和花與8名科學家～（蘿拉、瑪貝爾·哈伯德）
- Active Raid－機動強襲室第八課－ 2nd（母）
- ViVid Strike!（體育教師）
- 卡片戰鬥先導者G NEXT（女學生、東海林和馬〈幼少期〉、女孩子A、朋友1、女性、小孩A）
- 怪盜Joker 第4期（黑暗之眼的媽媽）

2017年
- 靈契
- 南鎌倉高校女子自行車社（姍蒂·麥克道格[2]、學生）
- 飆速宅男 NEW GENERATION（葦木場拓斗（幼少時代））
- 偶像大師 灰姑娘女孩劇場（女性B）
- 境界之輪迴 第3期（小學生死神、客A、店員、老師、導覽員、社員C）
- 從零開始的魔法書（傭兵的幼少期、老婆婆B、魔術師團E）
- 跳水男孩（坂井惠）
- 舞動青春（千夏的朋友A）
- 食戟之靈 餐之皿（小孩）
- URAHARA（加油聲）
- DYNAMIC CHORD（女性社員）
- 夢幻慶典R（歌迷）
- LoveLive! Sunshine!! 第2期（萌）
- 側車搭檔（日暮洋子、女暴走族）

2018年
- 刻刻（保母）
- BASILISK～櫻花忍法帖～（甲羅式部〈幼少期〉、御伽坊主、娘）
- 沒有心跳的少女 BEATLESS（機器聲）
- DARLING in the FRANXX（作業員、作業員C）
- 星光頻道（店員）
- 蒼天之拳 REGENESIS（小孩、孤兒3）
- 刃牙（女學生）
- 千銃士（小孩）
- 遙的接球（觀眾1）
- 音樂少女（女孩子、幫忙的人）
- 天空與海洋之間（纜車廣播、電視主播、廣播、女主播）
- RErideD -穿越時空的德理達-（過場、少年德里達、維多的妻子）
- 隔壁的吸血鬼美眉（教師）
- 逆轉裁判 Season2（女性記者）
- Radiant（住民E、銀行員、小孩）
- 書店裡的骷髏店員本田（傑尼、莎拉）
- 梅露可物語 -無精打采的少年與瓶中少女-（拉姆哈恩）
- 聖鬥士星矢 聖鬥少女翔（學生）

2019年
- 同居人時而在腿上，時而跑到腦袋上。（女性A）
- 百慕達三角～多彩田園曲～（瑪爾特蕾、年幼朋友）
- 名侦探柯南（居民）
- 幻影天使（女學生）
- 滿月之戰（學生A、店員）
- 為了女兒，我說不定連魔王都能幹掉。（司祭）

2020年
- 掠奪者（街上的人）
- 織田肉桂信長（主婦、吉爾伯特的飼主、女性）

2021年
- 賽馬娘 Pretty Derby Season 2（女性廣播）
- WIXOSS DIVA(A)LIVE（系統語音、操作員）
- 夢夢貓（糕餅店媽媽）
- IDOLY PRIDE（麻奈的母親）
- 異世界魔王與召喚少女的奴隸魔術Ω（女、蜥蜴女）
- 給不滅的你（村莊女性）
- Vivy -Fluorite Eye's Song-（帶隊老師）
- 灼熱卡巴迪（佐倉的祖母）
- 我立於百萬生命之上 第2期（獸人小孩、女性）－同時擔任英語監修
- MUTEKING THE Dancing HERO（社内アナウンサー）
- 世界頂尖的暗殺者轉生為異世界貴族（小販）

2022年
- 明日同學的水手服（景的母親）
- 薔薇王的葬列（內維爾〈幼少期〉）
- 身為女主角〜討厭的女主角與秘密的工作〜（涼海菜穗）
- SPY×FAMILY間諜家家酒（裁縫店店主、伊甸學院面試生、伊甸學院學生、4班學生、看護師、附近的居民）
- 美味Party♡光之美少女（班主任）
- 處刑少女的生存之道（小孩）
- 青之蘆葦（春田綠）
- 街角魔族 2丁目（發音好的女性聲音）
- 異世界歸來的舅舅（姐姐）
- 新來的女傭有點怪（學生A）
- 在地下城尋求邂逅是否搞錯了什麼IV 新章 迷宮篇（冒險者）
- 決鬥大師 WIN（可可·魯皮亞、萊納母、少年、惡燈 トーチ·トートロット、阿尼·魯皮亞）
- 打工吧！！魔王大人（女性打工者、車內廣播）
- 孤獨搖滾！（上班族的妻子、妄想的同事）
- 呆萌酷男孩（上級生女子、女高中生）

2023年
- 海盜戰記 SEASON2（女性、奧德妮的母親、侍女、嬰兒、少年、小孩、幼子、夏爾蒂、農民、悠瓦的孩子）
- 不相信人類的冒險者們好像要去拯救世界（維爾基婭）
- HIGH CARD 至高之牌（美女、女性行員、女記者、克里斯〈幼年〉、店主、播音員）
- UniteUp! 眾星齊聚（大毅〈小學生〉、女性、粉絲）
- 致不滅的你 第2期（布魯姆）
- 萬事屋齋藤先生轉生異世界（摩洛克的妻子）
- 小智是女孩啦！（客人）
- 輝夜姬想讓人告白－超級浪漫－（學生）
- 決鬥大師 WIN 決鬥學園篇（冰驅的妖精）
- World Dai Star（母親）
- 屍體如山的死亡遊戲（美咲的母親）
- 江戶前精靈（女快遞員）
- 藍色管弦樂（主婦、學生、廣播、主持人）
- 女神咖啡廳（和菓子店）
- 和山田談場Lv999的戀愛（女性店員）
- 英雄教室（高年級學生、上級生、女學生）
- 萊莎的鍊金工房 ～常闇女王與秘密藏身處～（帕西莉亞）
- 公司的小小前輩（母親）
- 奇異賢伴 黑色天使（凱莉）
- 『催眠麥克風-Division Rap Battle-』Rhyme Anima +（粉絲、人質、客人、特殊部隊）
- 星靈感應（啪嗶噗嗶星人、志木、英語教師、少女、廣播、老師）
- SPY×FAMILY間諜家家酒 Season 2（伊甸學園寮母、乘客、伊甸學園學生、護士）
- 超超超超超喜歡你的100個女朋友（婆婆）
- 家裡蹲吸血姬的鬱悶（貴婦人）
- 我的新上司是天然呆（店員）
- 烈焰先鋒 救國的橘衣消防員（女記者）
- 戰鬥陀螺 X（接待）
- 偶像大師 百萬人演唱會！（女播音員、女孩子）

2024年
- 烈焰先鋒 救國的橘衣消防員（都民）
- 戰鬥陀螺 X（母親）
- 指尖相觸，戀戀不捨（女大學生A、女大學生、女高中生B）
- HIGH CARD 至高之牌 season2（播音員、記者、女子播音）
- 為了在異世界也能撫摸毛茸茸而努力。（村長夫人）
- 治癒魔法的錯誤使用法～奔赴戰場的回復要員～（中年女性、侍女、王國兵A）
- 百千家的妖怪王子（那智的母親）
- 搖曳露營△ SEASON3（橡果橫丁店員）
- 轉生貴族憑鑑定技能扭轉人生～繼承弱小領土後，招募優秀人才打造最強領土～（村人A）
- 烏鴉不擇主（梓）
- 吸血鬼男子宿舍（姐姐大人A）
- 終末的火車前往何方？（殭屍）
- 王牌酒保 神之杯（朱迪）
- 戰國妖狐 千魔混沌篇（月湖的母親）
- 女神咖啡廳 第2期（和菓子店）
- 亦葉亦花（女醫）
- 深夜Punch（日本旅行者）
- 身為VTuber的我因為忘記關台而成了傳說（廣播）
- 我要【招架】一切～反誤解的世界最強想成為冒險家～（盗賊訓練生〈女性〉）
- SHY靦腆英雄 東京奪還篇
- 噗妮露是可愛史萊姆（亞紀的母親、Cuty Land遊客）
- 鴨乃橋論的禁忌推理 2nd Season（觀眾、莫莉）
- 成為名留歷史的壞女人吧（莉茲的母親）

2025年
- 忍者亂太郎（くの一仲間、客人、村人）
- 金牌得主（美玖的母親）
- 一桿青空（英語教師）
- 地縛少年花子君2（女性教師、影護士A）
- SAKAMOTO DAYS 坂本日常（並木）
- UniteUp! 眾星齊聚 -Uni:Birth-（齋的女兒、店員）
- 終究，與你相戀。（星川直子）
- 一兆＄遊戲（女演員）
- 黑執事 綠之魔女篇（村民）
- 前橋魔女（結奈的母親）
- MIRU 我的未來（母親〈遊客〉[3]）
- 持續狩獵史萊姆三百年，不知不覺就練到LV MAX ～其二～（积乱云的精灵）
- 直至魔女消逝（女孩子）
- 華Doll*-Reinterpretation of Flowering-（Antholic B、嬰兒、粉絲）
- 鬼人幻燈抄（小女孩的母親）
- 神統記（澤賈）
- 歲月流逝飯菜依舊美味（店員）
- 噗妮露是可愛史萊姆 第2期（Cuty Land遊客）
- Silent Witch 沉默魔女的祕密（女學生、學生）
- NYAIGHT OF THE LIVING CAT 活屍貓之夜（播報員）
- 新吊帶襪天使（母親）
- 為丑女獻上花束（女學生）

### 劇場版動畫
2014年
- PERSONA3 THE MOVIE #2 Midsummer Knight's Dream（女學生）

2015年
- LoveLive! 學園偶像電影

2017年
- KING OF PRISM -PRIDE the HERO-（好萊塢明星C）
- 魔法少女奈葉 Reflection（高町桃子）

2018年
- 我想吃掉你的胰臟（奶奶）
- ムタフカズ -MUTAFUKAZ-

2019年
- Love Live! Sunshine!! 學園偶像電影～彩虹彼端～（廣播）
- 普羅米亞
- 我們的七日戰爭（女子1）

2020年
- GIVEN～被贈與的未來劇場版（TV播音員）
- 海邊的異邦人（駿的母親）

2022年
- 地球外少年少女（野辺山・ダルムシュタット・伊佐子）
- 偶像夢幻祭！-Road to Show!!-（女遊客）
- 天使降臨到我身邊！珍貴的朋友

2023年
- 佐佐木與宮野 -畢業篇-（宮野由紀）
- 劇場版 SPY×FAMILY CODE: White（面具女）

2024年
- Bloody Escape -地獄的逃走劇-（篷車隊女性）

### OVA
2014年
- 夢幻足球手Stella（小孩）
- 魔奇少年 辛巴達的冒險（少女、席那的表妹）※單行本第3、5卷附贈OVA特別版

### 網路動畫
2015年
- 超次元變形框架機器人（帕西里[4]）

2018年
- 裝刀凱 The Animation（英語教師）

### 遊戲
2013年
- 偶像收集（緋色彩音）

2014年
- 我的魔塔～超越傳說無盡之塔～（自卸卡車、輕型卡車、電鑽、柴油錘）
- Toys Drive（向日崎梨依）

2015年
- 少女與龍 -幻獸契約Cryptract-（塔妮婭）
- 戰國明日香ZERO（百地丹波、千利休）
- 戰國姬譚MURAMASA-雅-（有馬晴信）
- 莫比烏斯 Final Fantasy（英語貼圖的聲音）
- 白貓Project（菈普賽兒[5]、薇由[6]）
- 魔物娘☆後宮（由莉亞[7]、千鳥、尼爾）

2016年
- 赤砂墜落之月（丹雪）
- 合奏女孩！！（砂賀綠[8]）
- 逆轉奧賽羅尼亞（雷葉[9]）
- Paladins

2022年
- 怪物彈珠（歐德姆布拉[10]）

### 廣播劇CD
- 聖靈家族Collezione！Piccola Amore！（索妮雅）
- 逃避之旅（松山文）
- Dolls×Magnolia（女高中生）
- 哥哥（舞子）
- 閒來無事的戀愛。（女子）
- 魔法☆中年大叔魔女（女子社員）

### 電視節目
- 世界城鎮漫步（旁白）

### 數位漫畫
- VOMIC 多國籍女子高（老師、電車廣播）
- BeeTV 今天開始談戀愛（女學生）
- BeeTV 扮裝遊戲（女性）

### 其他
- JAXA「DPR」 PV（宇衛座遙）
- 聲優偵探Riddle Heart

## 外部連結
- 事務所公開簡歷 （页面存档备份，存于）（日語）
- 竹內惠美子的X（前Twitter）（日語）
- 個人BLOG （页面存档备份，存于）（日語）